# Carl Friedrich Köppen
Carl Friedrich Köppen (getauft am 24. November 1737 in Berlin; † 12. Juli 1798 ebenda) war ein preußischer Kriegsrat und Kanonikus.

## Leben
Carl Friedrich Köppen war ein Sohn des Kriegszahlmeisters Friedrich Gotthold Köppen und der Christina Charlotta, geb. Daum (* 1714), Tochter des Kaufmanns und Unternehmers Gottfried Adolph Daum. Er studierte ab 13. Oktober 1756 in Frankfurt (Oder), war danach in der Kanzlei des Kabinettsministers von Finckenstein tätig und wurde am 7. Mai 1763 zum Kriegsrat in der Geheimen Kanzlei (bzw. im Geheimen Archiv) ernannt. Dafür hatten sich die Minister von Finckenstein und von Hertzberg sowie sein Vater, der bei dieser Gelegenheit auf seine 40 Dienstjahre verwies, eingesetzt. Er heiratete noch im Mai des Jahres Marie Elisabeth, geborene Dietrich (1737–1814), eine Tochter des Archidiakons Matthias Dietrich. 1787 bat er vergeblich um die Erneuerung des alten pommerschen Adels der Familie. Ab 1762 war er Freimaurer in der Loge Zu den drei Weltkugeln und widmete einen großen Teil seiner Tätigkeit und seines Vermögens als Stifter oder doch wenigstens Hauptträger des Ordens der Afrikanischen Bauherren, der sich 1766 unter seiner Führung abspaltete. Er trat als Verfasser einiger freimaurerischer Abhandlungen und einiger Aufsätze in den Schriften der Oberlausitzischen Bienengesellschaft hervor. Mit den Anhängern der Strikten Observanz wechselte er mehrere Streitschriften. 1775 zog er sich, des endlosen Streits unter den Berliner Freimaurern müde, von den Afrikanischen Bauherren zurück, die 1781 formell aufgelöst wurden.
Nach dem Tod seines Vaters 1769 lebte er mit seiner Familie im Haus am Quarré (ab 1814 Pariser Platz 5), in dem er eine stadtbekannte umfangreiche Bibliothek, Naturalien- und Kunstsammlung führte.
Er war auch Senior des Kollegiatsstifts St. Sebastian in Magdeburg.

## Schriften (Auswahl)
- Les plus secrets mystéres des hauts grades de la maconnerie devoilés, 1766 Google-Book
- Crata Repoa oder Einweihung in der alten geheimen Gesellschaft der Egyptischen Priester, (Mitherausgeber: Johann Wilhelm Bernhard von Hymmen), 1766 Google-Book
- Allerneueste Entdeckung der verborgensten Geheimnisse der hohen Stufen der Freimaurerei, oder der wahre Rosencreutzer, 1768
- Zweytes und drittes Schreiben eines Profanen über die glückliche Entdeckung der Freimäurerey, 1768
- Correspondenzen mit der strikten Observanz oder der sogenannten rectificirten Loge, 1. Teil, 1771
- Geschichte des Ordens nach dem afrikanischen System (Köppen zugeschrieben, aber erst 1805 veröffentlicht)